# 里斯蒂納

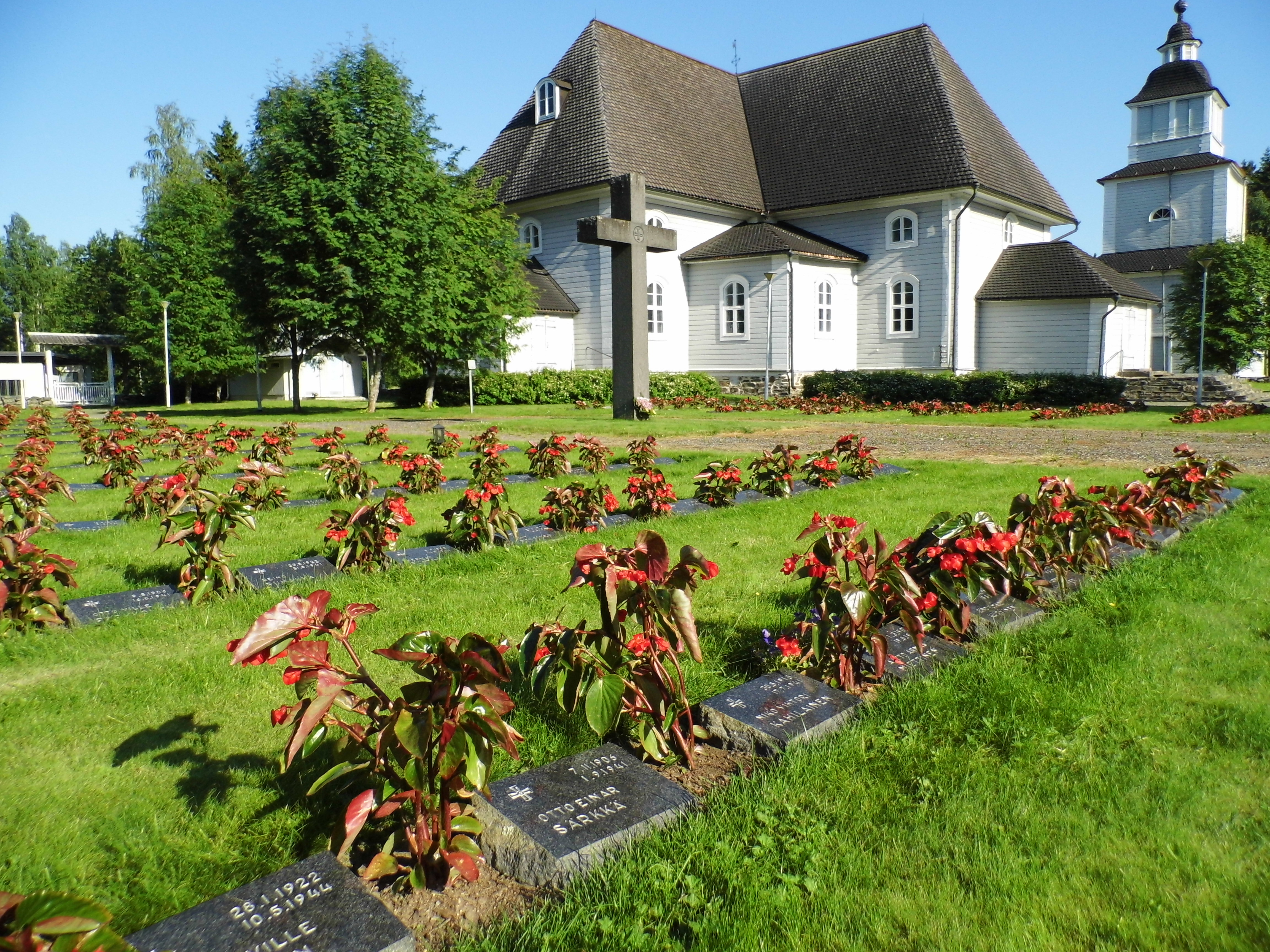
里斯蒂納教堂

里斯蒂納（芬蘭語：Ristiina）是芬蘭南薩沃尼亞區一个已废置的市镇，位於該國東南部，距離米凱利21公里，始建於1649年，面積742平方公里，2013年人口4,841，人口密度為每平方公里8.55人。2013年并入米凯利市。

## 外部連結
- 里斯蒂納网站 （页面存档备份，存于） （文）